# Volano (Trento)
Volano és un municipi italià, dins de la província de Trento. L'any 2007 tenia 2.955 habitants. Limita amb els municipis de Calliano, Nomi, Pomarolo i Rovereto.

## Administració
| Període | Identitat       | Partit        |
| ------- | --------------- | ------------- |
| 2005-   | Francesco Mattè | Llista cívica |